# Prô
Pour l’article ayant un titre homophone, voir Pro.
Prô est une commune rurale située dans le département de Cassou de la province du Ziro dans la région du Centre-Ouest au Burkina Faso.